# Vendemiale
Vendemiale (detto anche Vendemiano, Vendramino e simili; fl. 484) è stato un vescovo africano, venerato come santo dalla Chiesa cattolica.

## Agiografia
Di lui non si sa pressoché nulla. Di certo fu vescovo di Capsa (l'attuale Gafsa, in Tunisia) e come altri prelati nordafricani operò in un periodo assai difficile: da poco la regione era stata conquistata dai Vandali, popolo di confessione ariana, capeggiati dal dispotico re Unnerico.
I dettagli sulla sua biografia ci sono forniti dalle numerose passiones scritte in epoca successiva e prive di fondamento storico.
Giovane intelligente e virtuoso, Vendemiale fu convinto a diventare sacerdote e, già qualche mese dopo l'ordinazione, le sue doti convinsero i suoi superiori a consacrarlo vescovo. Fu uno strenuo sostenitore dell'ortodossia cattolica contro il dilagare dell'arianesimo e partecipò al concilio di Cartagine (484) durante il quale 458 vescovi africani condannarono l'eresia.
La reazione di Unnerico non tardò a venire e subito iniziò una feroce persecuzione che portò al martirio o all'esilio di numerosi vescovi. Vendemiale, assieme ad altri quarantasei prelati, venne confinato in Corsica dove fu condannato ai lavori forzati tagliando il legname per la flotta dei Vandali. Ciò non indebolì la sua fede, anzi, continuò il suo alacre apostolato convertendo pagani ed eretici.
Al termine dell'esilio tornò in Africa e assieme ad Eugenio, vescovo di Cartagine continuò il suo proselitismo, operando anche numerosi miracoli. Qualche tempo dopo, tuttavia, decise di tornare nei luoghi dell'esilio dove concluse la sua esistenza. Venne sepolto nell'attuale cittadina di San Fiorenzo, accanto al sepolcro di Fiorenzo di Semina, come lui vescovo africano esiliato in Corsica e morto in concetto di santità.
Secondo quanto riportato nel Martirologio Romano, invece, Vendemiale morì martire: re Unnerico lo decapitò assieme a Longino vescovo di Pomaria. Un'agiografia sostiene infatti che i due avessero suscitato l'ira del sovrano restituendo la vista a un cieco, fatto che creò confusione tra gli ariani.

## Culto
Il suo elogio si legge nel Martirologio romano al 2 maggio:
Secondo la tradizione, le reliquie di Fiorenzo e Vendemiale rimasero a San Fiorenzo sino al 760. In quell'anno il vescovo di Treviso Tiziano scoprì, grazie ad una visione, il luogo della sepoltura e li fece trasferire nella città veneta portandoli nella chiesa di San Giovanni Battista, accanto al duomo.
Le reliquie furono in seguito trasferite nella cripta di quest'ultimo, quindi vennero spostate nella cappella della Trinità. Attualmente si trovano presso il primo altare di destra della cattedrale.
Il fatto che le reliquie si trovassero a Treviso, permise la diffusione del loro culto nel nord-est: Vendemiale è patrono, ad esempio, di San Vendemiano (TV) e di Ivano-Fracena (TN).
Fiorenzo e Vendemiale, come possono suggerire i nomi, sono solitamente raffigurati l'uno con un fiore, l'altro con un grappolo d'uva.